# 张雄 (科学家)
张雄（1956年—），台湾台北人，汉族，中华人民共和国政治人物、第十一届全国人民代表大会台湾省代表。
毕业于同济大学材料学专业，是中共党员。担任同济大学建筑材料研究所所长，上海市台联副会长。2008年起担任全国人大代表。2018年2月24日，当选为第十三届全国人大代表。